# ТЕС Медупі
ТЕС Медупі — теплова електростанція на північному сході Південно-Африканської Республіки. Знаходиться в провінції Лімпопо за 230 км на північ від Преторії, поруч з ТЕС Матімба.
Станція стала однією з двох (поряд з ТЕС Кісуле) нових вугільних ТЕС, котрі вирішили спорудити в ПАР наприкінці 2000-х років. Будівельні роботи почались у 2007-му та протікали з певними затримками, а синхронізація першого із шести енергоблоків з мережею відбулась у 2015 році. ТЕС належить до конденсаційних станцій та складається з обладнаних паровими турбінами шести блоків потужністю по 794 МВт.
З метою економії водних ресурсів ТЕС Медупі обладнана системою сухого охолодження, при цьому вона є другим за потужністю об'єктом такого типу у світі, незначно поступаючись згаданій вище станції Кісуле.
Видалення продуктів згоряння відбувається за допомогою двох димарів висотою по 220 метрів, а постачання палива здійснюється по конвеєру з копальні Grootegeluk (вугільне поле Waterberg).